# Atos SE
Atos S.A., cunoscută înainte drept Atos Origin, este o companie franceză multinațională de servicii și consulting de IT, prezentă în peste 40 de țări din lume. „S.A.” din numele companiei se traduce „societate anonimă” și înseamnă societate pe acțiuni. Având peste 48.000 de angajați, compania a realizat în anul 2010 o cifră de afaceri de peste 5 miliarde de €.
În ultimii ani, Atos a fost obiectul unui mare de controverse în Marea Britanie.
Compania nu a fost ocolita de controverse nici in Romania. O femeie care era angajată a companiei multinaționale Atos, în biroul din Timișoara s-a sinucis. Cu o zi înainte de a își curma viața, primise de la șefa ei un ultimatum: să vină cu un plan de îmbunătățire a performanței personale sau să își prezinte demisia până la finalul săptămânii. Adică fix a doua zi.